# Cantón de Thizy
El cantón de Thizy (en francés canton de Thizy) era una división administrativa francesa, que estaba situada en el departamento de Ródano y la región de Ródano-Alpes.

## Composición
El cantón estaba formado por cuatro comunas:
- Cours-la-Ville
- Pont-Trambouze
- Saint-Jean-la-Bussière
- Thizy-les-Bourgs

## Supresión del cantón
En aplicación del decreto nº 2014-267 de 27 de febrero de 2014, el cantón de Thizy fue suprimido el 1 de abril de 2015 y sus 4 comunas pasaron a formar parte del nuevo cantón de Thizy-les-Bourgs.